# Government Camp

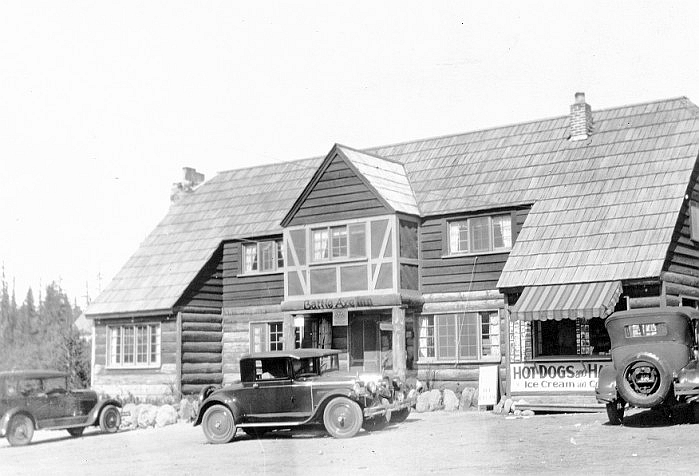
A Battle Axe Inn 1927-ben

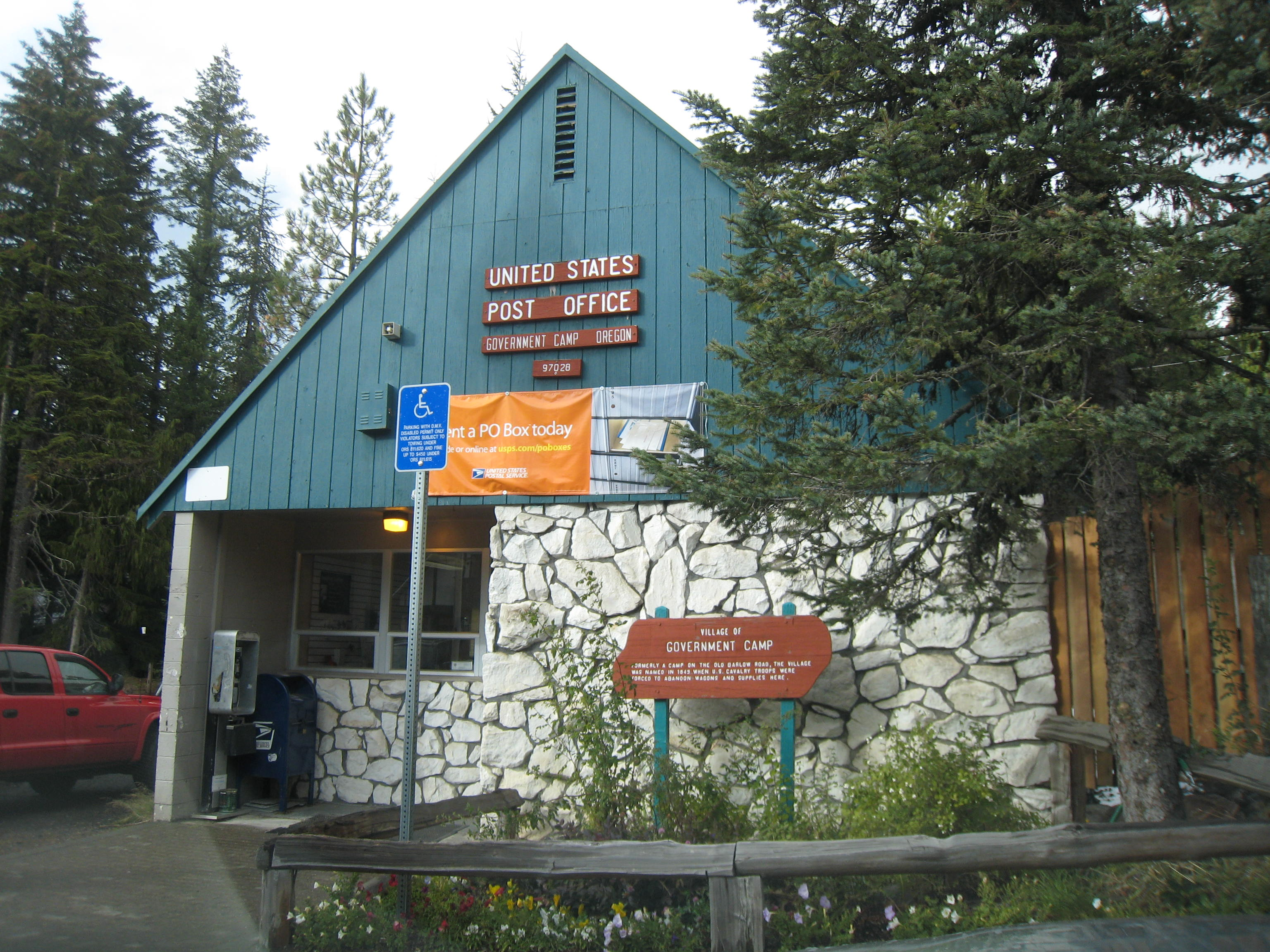
A posta épülete, előtte a település történetét leíró táblával

Government Camp az Amerikai Egyesült Államok északnyugati részén, Oregon állam Clackamas megyéjében, a Hood-hegytől délre és a Tom Dick és Harry-hegytől északra elhelyezkedő statisztikai- és önkormányzat nélküli település. A 2010. évi népszámláláskor 193 lakosa volt. Területe 1,96 km², melynek 100%-a szárazföld.
A település nevét a Barlow Road mentén közlekedő, a 3. lovasezred elhagyott kocsijait felfedező telepesektől kapta. A posta épülete előtt a következő táblát állították fel:„Formerly a camp on the old Barlow Road, the village was named in 1849 when U.S Cavalry troops were forced to abandon wagons and supplies here.” („Az egykor a régi Barlow Road mentén táborként szolgáló települést 1849-ben nevezték el, amikor a lovasság kocsijait és ellátmányát hátrahagyni kényszerült.”)

## Földrajz és éghajlat

### Földrajz
Government Camp az egyetlen település a Hood-hegy 8 kilométeres körzetében. A közelben számos sípálya található; a legnépszerűbbek a Timberline Lodge és a Mount Hood Skibowl, valamint a közösségnek is van egy saját síterülete (Summit Ski Area), illetve távolabb, keletre szintén található egy népszerű (Mount Hood Meadows).
A helység a 26-os út (Mount Hood Highway) részét képező Mount Hood Corridor mentén, annak 35-ös úttal való elágazása és a Cascade-hegység részét képező Barlow-szoros közelében fekszik.

### Éghajlat
A település nyarai hűvösek és szárazak, telente pedig az Aleut-szigetek felől érkező áramlatok sok hó hull.
A város éghajlata a Köppen-skála szerint a meleg nyári nedves kontinentális és a száraz nyári szubarktikus és -sarkköri közötti átmenet (Csc-vel, Dsb-vel és Dsc-vel jelölve). A legcsapadékosabb a november–január-, a legszárazabb pedig a július–augusztus közötti időszak. A legmelegebb hónap augusztus, a leghidegebb pedig december.
| Hónap                         | Jan.  | Feb.  | Már.  | Ápr.  | Máj. | Jún. | Júl. | Aug. | Szep. | Okt.  | Nov.  | Dec.  | Év    |
| ----------------------------- | ----- | ----- | ----- | ----- | ---- | ---- | ---- | ---- | ----- | ----- | ----- | ----- | ----- |
| Rekord max. hőmérséklet (°C)  | 18,3  | 20,6  | 21,1  | 26,7  | 33,9 | 33,3 | 37,2 | 40,6 | 34,4  | 28,3  | 21,1  | 22,8  | 40,6  |
| Átlagos max. hőmérséklet (°C) | 2,8   | 3,3   | 5,0   | 7,8   | 11,7 | 15,0 | 20,0 | 20,6 | 17,2  | 11,7  | 5,0   | 1,7   | 10,2  |
| Átlaghőmérséklet (°C)         | −0,2  | 0,0   | 1,4   | 3,4   | 6,7  | 10,0 | 13,9 | 14,5 | 11,7  | 7,0   | 2,0   | −1,1  | 5,8   |
| Átlagos min. hőmérséklet (°C) | −3,3  | −3,3  | −2,2  | −1,1  | 1,7  | 5,0  | 7,8  | 8,3  | 6,1   | 2,2   | −1,1  | −3,9  | 1,4   |
| Rekord min. hőmérséklet (°C)  | −22,2 | −25,0 | −17,2 | −11,1 | −7,8 | −5,0 | −1,7 | 0,0  | −5,0  | −12,2 | −20,0 | −25,6 | −25,6 |
| Átl. csapadékmennyiség (mm)   | 317   | 246   | 217   | 188   | 145  | 103  | 31   | 30   | 85    | 182   | 343   | 338   | 2225  |
| Forrás: The Weather Channel   |       |       |       |       |      |      |      |      |       |       |       |       |       |

## Népesség
A 2010-es népszámláláskor  193 lakója, 102 háztartása és 42 családja volt. A népsűrűség 99,5 fő/km2. A lakóegységek száma 630, sűrűségük 324,7 db/km2. A lakosok 94,8%-a fehér,  1%-a indián, 0,5%-a ázsiai,  3,1%-a egyéb, 0,5%-a pedig kettő vagy több etnikumú. A spanyol vagy latino származásúak aránya 5,7% (5,2% mexikói,   0,5% egyéb spanyol vagy latino származású.)
A háztartások 16,7%-ában élt 18 évnél fiatalabb. 34,3% házas, 2,9% egyedülálló nő, 3,9% egyedülálló férfi, 58,8% pedig nem család. 47,1% egyedül élt; 7,8%-uk 65 éves vagy idősebb. Egy háztartásban átlagosan 1,89 személy élt; a családok átlagmérete 2,69 fő.
A medián életkor 44,2 év volt. Lakóinak 14%-a 18 évesnél fiatalabb, 4,7% 18 és 24 év közötti, 30,6%-uk 25 és 44 év közötti, 37,9%-uk 45 és 64 év közötti, 10,9%-uk pedig 65 éves vagy idősebb. A lakosok 58,5%-a férfi, 41,5%-a pedig nő.

## Városi rang
A megye 2007-ig tartó rehabilitációs programja nagy szerepet játszott a település fejlődésében. 2006. november 17-én a lakosság 48:51 arányban elutasította a faluvá nyilvánítást; utóbbiak többsége azt szerette volna, hogy a közösség várossá alakuljon, melynek érdekében 2010 májusában újabb voksolást tartottak, de a javaslat 35:48 arányban elbukott. Ha megalakul a város, területén 138 szavazóképes személy lett volna.

## Fordítás
Ez a szócikk részben vagy egészben  a   Government Camp, Oregon című angol Wikipédia-szócikk ezen változatának fordításán alapul.  Az eredeti cikk szerkesztőit annak laptörténete sorolja fel. Ez a jelzés csupán a megfogalmazás eredetét és a szerzői jogokat jelzi, nem szolgál a cikkben szereplő információk forrásmegjelöléseként.